# Guiler-sur-Goyen
Guiler-sur-Goyen település Franciaországban, Finistère megyében. Lakosainak száma 521 fő (2022. január 1.). Guiler-sur-Goyen Landudec, Mahalon, Plozévet és Pouldergat községekkel határos.

## Népesség
A település népességének változása:
| Lakosok száma | 508  | 377  | 412  | 440  | 528  | 535  | 529  | 526  | 523  | 521  |
|               | 1968 | 1982 | 1990 | 2006 | 2013 | 2015 | 2017 | 2019 | 2020 | 2022 |